# Unión de Trabajadores de Montserrat
La Unión de Trabajadores de Montserrat (Montserrat Trades and Labour Union, MTLU) es una organización sindical fundada en 1946 por Robert W. Griffith.
Fue el primer sindicato de la colonia británica, el cual creció rápidamente en sus primeros años de vida. Protagonizó los movimientos huelguistas de 1950 y 1951, luchando por los derechos de los trabajadores rurales. En 1952 la MTLU participó en la creación del Partido Laborista de Montserrat (MLP). Tras la ola de huelgas de 1953, el gobierno británico envió una comisión parlamentaria para estudiar la situación de los trabajadores de la colonia y las reivindicaciones sindicales. El informe corroboró las denuncias del MTLU.